# Copaiba disperma
Copaiba disperma là một loài thực vật có hoa trong họ Đậu. Loài này được (Willem) Kuntze mô tả khoa học đầu tiên năm 1891.